# Sassenier
Een sassenier is een ambtenaar in functie aan de Haven van Antwerpen en tevens bediener van alle Antwerpse sluizen en droogdokken.
De naam sassenier is ook afgeleid van sluizenier en bestond reeds ten tijde van de Middeleeuwen. Zij trokken de zielschepen in de vlieten en aan de Scheldekaaien op hun ligplaatsen en meerden die vast. In de 19e eeuw trokken de sasseniers de zeilschepen eveneens in of uit de sluizen van de Zuidersluis, Bonapartesluis en Kattendijksluis, en meerden of ontmeerden deze zeilschepen. De zeilschepen konden onmogelijk met volle zeilen de sluizen in- of uitvaren. Met de motorisatie van de schepen was dit niet meer nodig maar werden de schepen nog altijd gemeerd en ontmeerd. Tevens bedienden ze de sluisdeuren, op- of neerhalen van de sluisverlaten, bruggen en vroeger de kaapstanders.
Heden ten dage is alles gemoderniseerd zodat de sasseniers alleen maar moeten vast- en losmaken, en de slagbomen en bruggen bedienen. Zij geven de commando's door voor de sluisverlaten en het op- of neerlaten van de bruggen aan de postwachters aan de Antwerpse havensluizen. Zij krijgen de commando's op hun controlepaneel en voeren ze uit.
Heden ten dage "sterft" de titelfunctie "sassenier" uit en worden ze nu nautische-arbeiders genoemd. Ook worden CTW'ers (tijdelijke contractuele tewerkgestelden) ingeschakeld die deze functie uitvoeren. Dit alles om financiële loonregels. Ook voor de sleepdienst is de functie van sassenier overgenomen door matroos. De stadsexamens tegenwoordig, worden uitgeschreven voor nautische-arbeider en matroos.